# Après-vous madame
Singles de Gims
Thémistocle
(2022) Demain
(2022)
Clip vidéo
[vidéo] « Après-vous madame », sur YouTube
Pistes de Les Dernières Volontés de Mozart
Horizon
(2) Mama
(4)
Après-vous madame est une chanson du chanteur et rappeur congolais Gims et du chanteur franco-algérien Soolking, sortie le 26 novembre 2022.
La chanson est le troisième extrait de son album studio Les Dernières Volontés de Mozart.

## Liste des titres
| 1. | Après-vous madame (feat. Soolking) | - Gims - H Magnum - Inso | 3:37 |

## Genèse
Les chanteurs ont repris l'air d'une chanson d'Edith Piaf (La Foule).

## Classements hebdomadaires
| Classements (2022-2023)                 | Meilleure position |
| --------------------------------------- | ------------------ |
| France (SNEP)                           | 74                 |
| France (SNEP Radio)                     | 25                 |
| Belgique (Wallonie Ultratop 50 Singles) | 46                 |